# Guy XIV de Laval
Pour les articles homonymes, voir Guy de Laval.
Guy XIV de Laval, ou encore François de Laval-Montfort (28 janvier 1406 - 2 septembre 1486, Châteaubriant), est baron puis 1er comte de Laval, baron de Vitré, vicomte de Rennes, seigneur de Châtillon, d'Acquigny, d'Aubigné, de Courbeveille, de Montfort, de Gaël, baron de La Roche-Bernard, seigneur de Tinténiac, de Bécherel et de Romillé, châtelain de La Brétesche, seigneur de Lohéac, et de La Roche-en-Nort, seigneur de Gavre.
Il accrut considérablement le prestige et la renommée des Laval, par son combat auprès de Jeanne d'Arc, son mariage avec une fille du duc de Bretagne, sa qualité d'intermédiaire entre le duc de Bretagne et le roi de France, et par sa présence fréquente dans l'entourage du souverain.
Guy XIV de Laval, et son frère André de Lohéac avaient la particularité d'être vassaux du duché de Bretagne en même temps que de la Couronne de France avec le comté de Laval.

## Famille
Il est le fils de Jean de Montfort (1385-1414), dit Guy XIII de Laval, et d'Anne de Laval (1385-1466). Il était par sa mère petit-fils de Guy XII de Laval et de Jeanne de Laval-Tinténiac, deuxième épouse du connétable Bertrand Du Guesclin.
```
Jean de Laval-Châtillon

x Isabeau de Tinténiac
│
├──> 
Jeanne de Laval-Tinténiac
 
│    x 
Bertrand Du Guesclin

│    x 
Guy 
XII
 de Laval

│    │
│    └──> 
Anne de Laval
 (1385-1466)
│         x 
Guy 
XIII
 de Laval

│         │
│         └──> 
Guy 
XIV
 de Laval

│         └──> 
André de Lohéac
 
│         └──> 
Louis de Laval
```

Les quatre premiers enfants de Guy XIV sont des filles ; et c'est par ses cinquièmes couches qu'Isabeau de Bretagne donne au comte de Laval le fils qui devait lui succéder.
De son premier mariage avec Isabelle de Bretagne, fille du duc Jean V et petite-fille maternelle du roi Charles VI, il eut trois fils et sept filles :
- Yolande, née à Nantes, le 1er octobre 1431, mariée : 1er en 1443 à Alain de Rohan, comte de Porhoët, † 1449, fils aîné d'Alain IX ; 2e à Guillaume d'Harcourt, comte de Tancarville ;
- Françoise, née et morte en 1432 ;
- Jeanne, née le 10 novembre 1433, et mariée à René Ier d'Anjou, duc d'Anjou, roi de Sicile ;
- Anne, née et morte en 1434 ;
- François, qui lui succéda sous le nom de Guy XV de Laval, né en 1435 et mort en 1501, seigneur de Gavre ;
- Jean, sire de la Roche-Bernard, né à Redon, en 1437, et mort en 1476 : père de Nicolas alias Guy XVI, d'où la succession des comtes de Laval;
- Arthuse, née le 17 février 1437, morte sans alliance[5], en 1461, à Marseille, où elle avait accompagné la duchesse Jeanne, sa sœur. Elle est inhumée près du grand autel des Cordeliers de Laval, le 1er juillet 1461. ;
- Pierre, né à Montfort-sur-Meu, le 17 juillet 1442, mort archevêque de Reims en 1493 ;
- Hélène, née à Ploërmel, le 17 juin 1439, morte le 3 décembre 1500 et a été inhumée en l'Abbaye Notre-Dame de la Vieuville à Epiniac. Elle est mariée à Jean de Malestroit, baron de Derval ;
- Louise, née le 13 janvier 1441, mariée, par contrat du 15 mai 1468, à Jean III de Brosse, dit de Bretagne, Comte de Penthièvre : postérité ;

Il eut de son second mariage avec Françoise de Dinan (ancienne fiancée de son propre fils François-Guy XV ! puis veuve de Gilles de Bretagne), trois fils :
- Pierre, seigneur de Montafilant, mort sans postérité à Nantes en 1475.
- François, baron de Châteaubriant et de Derval puis de Montafilan(t), seigneur de Gavre, né à Châteaubriant en 1462, mort à Amboise le 5 janvier 1503. Il épousa en 1486 Françoise de Rieux, dont il eut Jean de Laval-Châteaubriant[6].
- Jacques, seigneur de Beaumanoir, mort en 1502, inhumé au couvent des Cordeliers de Dinan.

## Biographie

### Le sort des enfants
Pour l'Art de vérifier les dates, les enfants de la famille de Laval, à la mort de Guy XIII de Laval en 1414, étaient mineurs, il y a procès pour leur tutelle entre Raoul IX de Montfort, leur aïeul paternel, et Anne, leur mère.
Le 3 juin 1417, Raoul IX de Montfort profitant du grabuge apporté par Anne de Laval, fait valoir ses prétentions à obtenir la garde de ses petits-enfants. Il profite de la discorde de la mère et la fille pour la confusion des dites Anne et Jeanne est bon qu'il ait ladite garde, faisant ainsi courir le risque qu'il les éduque et les marie à sa convenance, ou pire, qu'il récupère leur héritage par leur mort accidentelle car ceulz de Montfort seroient leurs héritiers s'ilz estoient mors.
Jeanne et Anne s'allient alors plus ou moins, contre cette menace commune. La garde des enfants était alors confiée à Jeanne de Laval-Tinténiac et le gouvernement de leurs terres héritées de leur père à Louis de Loigny. Anne est encore alors sous la protection du roi puisqu'elle ne parle pas en son nom propre, mais accompagnée de Guillaume d'Orenge.
Depuis le pourparlé du second mariage, la garde des enfants appartient à Jeanne et c'est à elle avant tout de défendre son statut de tutrice. Anne fait valoir le droit : Dans la coutume d'Anjou et du Maine, un remariage n'empêche pas la garde des enfants, comme le conteste Raoul de Montfort. Les enfants sont d'abord de Laval avant d'être de Bretagne.
Il est précisé que ladicte Anne emploie ce que dit la dicte dame Jehanne. Anne confirme les dires de sa mère, et rajoute que la dicte requeste ne se doit point adrecier contre elle [...] n'a mie la puissance ne la garde de ses dits enfans, mais est enfermée par le fait de la dite dame Jehanne, sa mère.
L'affaire est conclue en faveur d'Anne, car la garde fut adjugée à celle-ci (Anne) par sentence de la justice du Mans, dont il y eut appel au Parlement, qui confirma ce jugement par un arrêt de l'an 1417.
Guy XIV est élevé à la cour du duc Jean V de Bretagne ; il est fiancé, en 1419, à Marguerite, une des filles du duc, et au vu du jeune âge des deux époux, ils sont séparés en attendant que le mariage soit accompli ; suivant l'usage du temps, Guy demeurait auprès de Jean, son beau-père, pendant que sa fiancée était confiée aux soins d'Anne de Laval. Anne se rendit à Vannes pour y recevoir des mains du duc la comtesse, âgée de 9 ans. Mais Marguerite décède en 1427.
En 1420, Guy XIV, tout juste âgé de 14 ans, est la seconde personne qui appose sa signature à la pétition envoyée au roi d'Angleterre pour lui demander la délivrance d'Arthur, comte de Richemont, prisonnier depuis la bataille d'Azincourt. Le comte de Richemont est libéré en septembre de la même année. Il ne participa pas, contrairement à son frère André, à la bataille de la Brossinière.
En 1424, il accompagne Arthur de Richemont (futur connétable) à la brillante réception que lui avait préparée la reine Yolande d'Aragon dans son château d'Angers. Il s'agissait alors de détacher le capitaine breton du parti des Anglais et de ménager un rapprochement entre la Bretagne et la France.

### Compagnon de Jeanne d’Arc

Batailles et opérations majeures en France entre 1415 et 1453.

Il rejoint le 8 juin 1429, à Selles-en-Berry (Selles-sur-Cher), l'armée royale que réunit Jeanne d'Arc et le duc d'Alençon pour poursuivre la libération du Val de Loire après la levée du siège d'Orléans. Il a laissé, dans une lettre à sa mère, un vivant portrait de Jeanne d'Arc dont il est devenu un fervent admirateur. Ils se distinguent à Jargeau, Beaugency, et surtout à Patay où il combat à l'avant-garde.

### Le sacre deCharlesVII

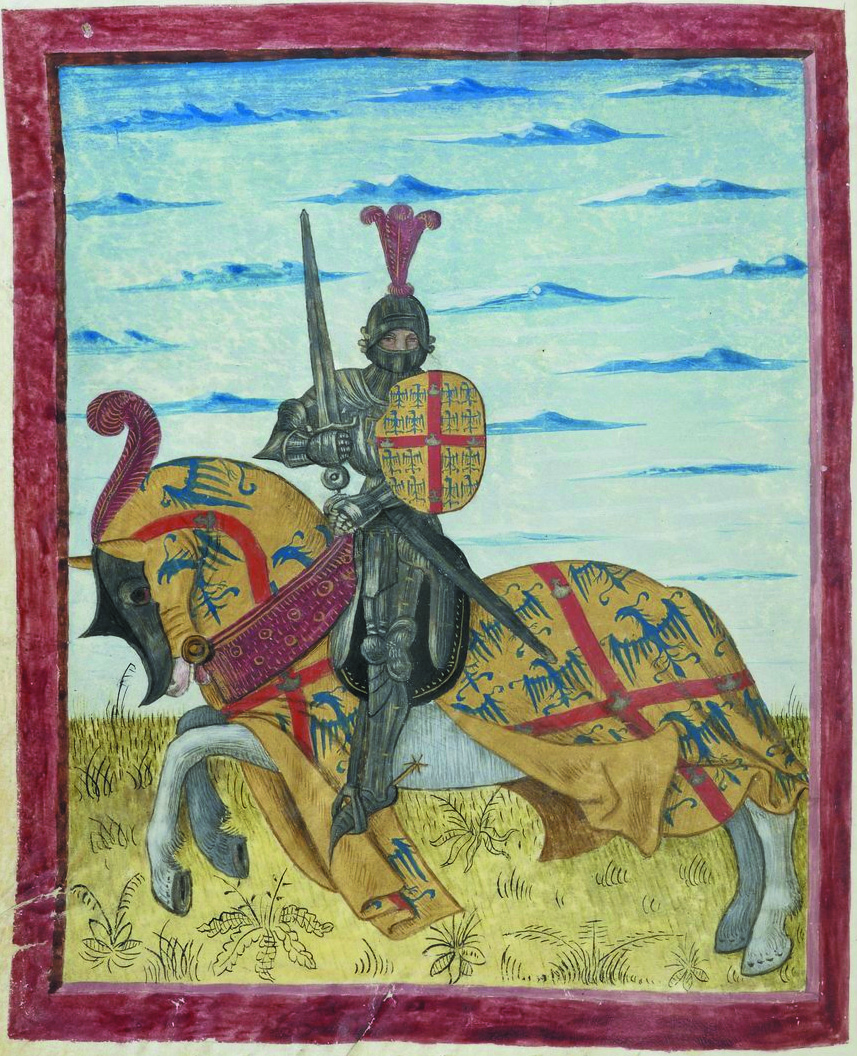
Représentation héraldique des comtes de Laval.
Enluminure sur parchemin,, Armorial de Gilles Le Bouvier, dit Berry, héraut d'armes du roi Charles VII (XVe siècle), ms. 4985, Paris, BnF.

Avec son frère André de Lohéac, il suivit le souverain à Reims et assiste au sacre de Charles VII de France, remplaçant le comte de Flandre (qui était le duc de Bourgogne).
Pour l'Art de vérifier les dates, le jour même de cette cérémonie (17 juillet 1429), Charles VII, dans un conseil nombreux qu'il tint, érigea la baronnie de Laval en comté de Laval, relevant nument du roi, par lettres qui furent vérifiées au parlement le 17 mai 1431. Ces lettres sont fondées sur les motifs les plus honorables qu'elles énoncent, la grandeur et l'ancienneté de la maison de Laval, son immuable fidélité envers la couronne, les services importants qu'elle lui a rendus, les armées levées à ses dépens pour le besoin de l'État, les pertes qu'elle a essuyées de ses villes et de ses châteaux, etc.. Pour plus grande distinction, le roi, dans ces mêmes lettres, donna le litre de cousin au comte de Laval, et lui accorda le même rang et les mêmes honneurs dont jouissaient alors les comtes d'Armagnac, de Foix et de Soissons, auxquels il n'était guère inférieur en puissance, ayant dans la dépendance de son comté cent cinquante hommages, parmi lesquels se trouvaient quatre terres titrées, trente-six châtellenies, et en tout cent douze paroisses. Enfin, le roi, dans le même temps, fit chevaliers le nouveau comte et le sire de Lohéac, son frère. Guy de Laval fut aussi fait gouverneur de Lagny en 1430.
De Reims, Guy accompagna le roi jusqu'au mois de septembre 1430, qu'il prit congé de lui pour retourner dans ses terres. André de Lohéac ne revint de longtemps chez lui, et fut bientôt élevé à la dignité d'amiral, puis honoré du bâton de maréchal.

### La Maison de Bretagne
```
Jeanne de Navarre

x 
Jean 
IV
 de Bretagne

│
│
├──> 
Arthur 
III
 de Bretagne
 
│
├──> 
Jean 
V
 de Bretagne
 
│    x 
Jeanne de France

│    │
│    └──> Isabelle de Bretagne
│    │     x 
Guy 
XIV
 de Laval

│    │
│    └──> 
François 
I
er
 de Bretagne

│    │
│    └──> 
Pierre 
II
 de Bretagne

│    │
│    └──> 
Gilles de Bretagne

│         x 
Françoise de Dinan

│ 
x 
Henri 
IV
 d'Angleterre
```

Guy XIV épouse le 1er octobre 1430 à Redon, Isabelle de Bretagne († 1444), unique fille de Jean V de Bretagne. Dix ans plus tôt, il avait été fiancé à Marguerite de Bretagne, la propre sœur d'Isabelle, elle-même fiancée, alors, à Louis III d'Anjou.

### Le duché de Bretagne
Marie de Bretagne, fille de Jean IV de Bretagne, avait été mariée en 1396 à Jean Ier d'Alençon. Mais la dot de 30 000 livres que devait apporter Marie de Bretagne pour ce mariage n'avait été payée qu'en partie : c'est ce problème financier qui fut à l'origine du différend entre les deux maisons. Devant l'échec des discussions, Jean V leva des troupes à Rennes et dans ses environs. Il en remit le commandement à son gendre, Guy XIV de Laval, et leur donna l'ordre d'assiéger en 1432 : Pouancé où se trouvait le duc d'Alençon, sa mère et sa femme, et où était emprisonné Jean de Malestroit. Il se rendit à Châteaubriant pour pouvoir suivre plus facilement l'évolution de l'opération.
Guy XIV suit son frère André de Lohéac dans les batailles se situant avant le siège de Paris, épisode avant lequel il est déjà rentré dans ses domaines et ne reparait plus sur le théâtre de la guerre.

### Gilles de Rais et tensions avec le duc de Bretagne
Les difficultés financières de Gilles de Rais prennent un tour dramatique. Face à cela, sa famille (son frère cadet René de La Suze en tête) lui intente un procès afin d'interdire à quiconque d'acheter des terres lui appartenant. Elle obtient un arrêt du parlement de Paris qui défend au maréchal d'aliéner ses domaines. Le roi ne voulant pas approuver les ventes déjà faites, le duc Jean V de Bretagne s'oppose à la publication de ces défenses et refuse d'en donner de semblables dans ses États.
René de La Suze, frère de Gilles, et ses cousins André de Lohéac et Guy XIV de Laval, irrités de ce refus, s'efforcent de conserver ces places dans leur famille et résistent au duc Jean V ; mais ce dernier les reprend et enlève à son gendre Guy XIV de Laval, cousin de Gilles, la lieutenance générale de Bretagne pour la confier à Gilles de Rais lui-même, avec lequel il consomme tous ses marchés en 1437.
L'animosité réciproque devient telle alors que le duc de Bretagne craint qu'on n'attente à sa vie et exige de toute la noblesse bretonne un nouveau serment de fidélité. Le comte de Laval, Louis de Laval-Châtillon, le vicomte de Rohan, durent prêter un serment particulier. Enfin l'intervention du connétable de Richemont entre son frère et son neveu réussit à reconcilier le duc avec le comte de Laval.

### Le royaume de France
En 1439, Guy XIV négocia la tentative de traité franco-anglais à Gravelines. Guy XIV avait assisté à Tours, le 14 janvier 1446, au combat singulier qui eut lieu devant Charles VII entre Jean Chalons, anglais et Louis du Bueil qui fut tué. Comme ses ancêtres avaient fondé les quatre prébendes canonicales de Saint-Jean-de-Langeais, il se plaignit de ce que les chanoines obtenaient des indults qui les dispensaient de résider, de sorte que le service divin n'est plus assuré.
Isabelle de Bretagne, sa femme décède à Auray, le 14 janvier 1443, et est inhumée à l'église des Frères-Prêcheurs de Nantes. En 1446, Guy XIV participe au tournoi organisé par René d'Anjou à Saumur, et connu sous le nom d'Emprise du château de Joyeuse-Garde.
L'alliance de Guy XIV avec la maison de Bretagne n'empêcha pas un différend avec le duc François Ier de Bretagne, son beau-frère, à l'occasion de certaine levée que celui-ci voulait faire dans la baronnie de Vitré. Guy XIV s'y opposa soutenant qu'elle ne pouvait se faire sans son consentement, et gagna sa cause au parlement, par arrêt du 28 juillet 1447.

### Campagne de Normandie (1449-1450)
Guy XIV et André de Lohéac prirent part à l'expédition rapide, par laquelle la Normandie fut enlevée aux Anglais. On les voit à la prise de Saint-Jacques-de-Beuvron, de Mortain, de Coutances, de Saint-Lô, de Carentan, de Valognes; puis au siège de Fougères, enlevé à l'ennemi pendant la trêve et qui fut remis à Pierre de Bretagne, frère du duc François; enfin à la bataille de Formigny, dans laquelle périrent 4 700 Anglais. Lohéac, après la soumission de Bayeux, reçut celle de Saint-Sauveur-le-Vicomte. II se trouva aux sièges de Caen et de Falaise, et à celui de Cherbourg, la dernière place qui restât à l'ennemi dans cette province.

### Mariage avec Françoise de Dinan

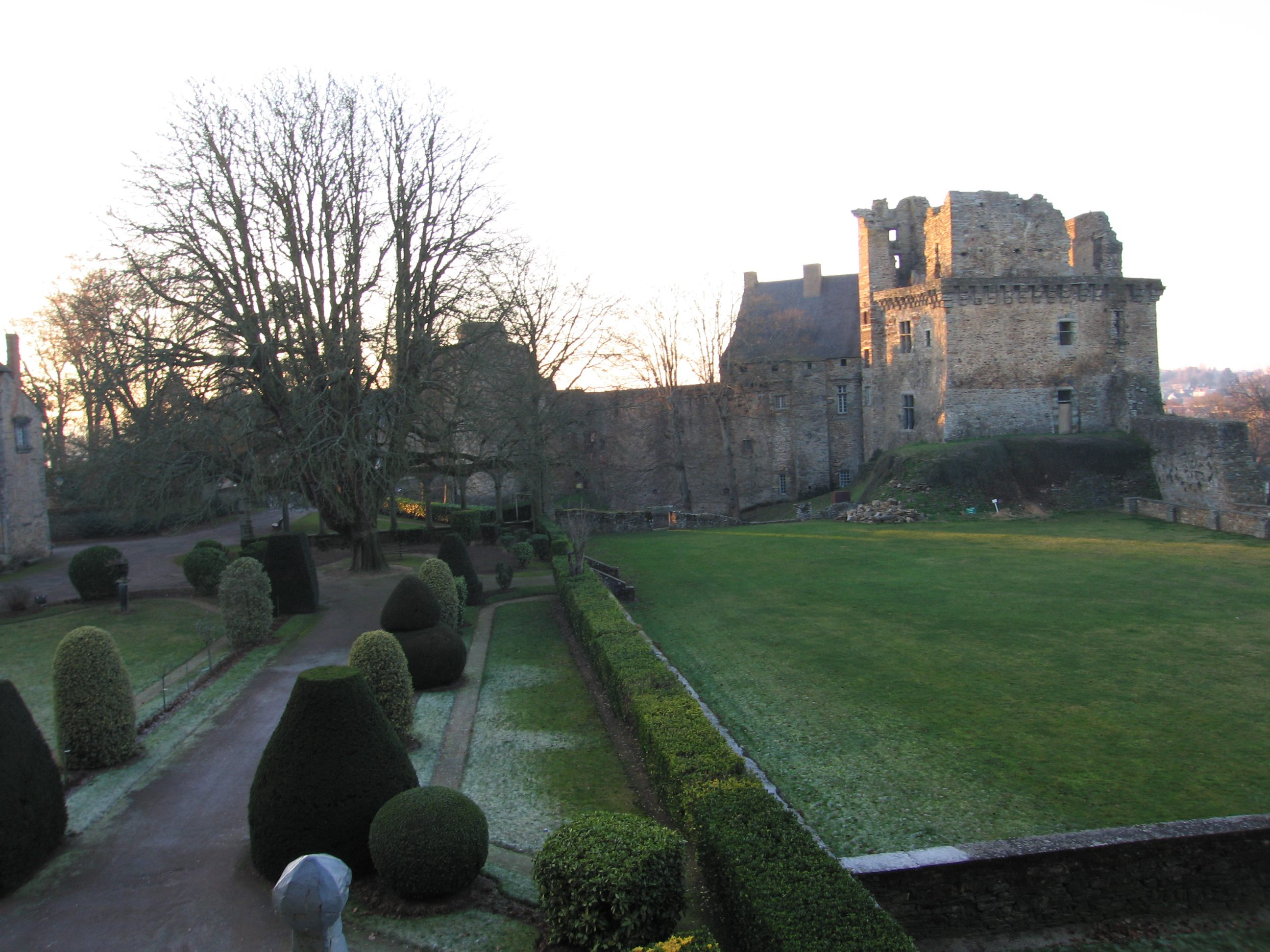
Vue des ruines médiévales du château de Châteaubriant.

À peine âgé de 6 ans, le fils de Guy XIV François-Guy XV de Laval est fiancé à Françoise de Dinan, fille unique de Jacques de Dinan. Elle était en même temps recherchée par Arthur de Montauban.
Françoise de Dinan est convoitée et enlevée en 1444 par Gilles de Bretagne, troisième fils du duc Jean V de Bretagne, ayant à la fois pour complices et le duc de Bretagne François Ier de Bretagne, son frère, et Catherine de Parthenay, mère de Françoise de Dinan, et même son propre père, Guy XIV qui, moyennant une promesse de vingt mille écus, avait renoncé aux droits de son fils. Un autre des prétendants de l'héritière, Arthur de Montauban dépité, ourdit alors un complot contre Gilles qui est arrêté par ordre de son frère le duc et assassiné dans sa prison en 1450.
La même année, Françoise est à son tour jetée dans un cachot en 1450. Sans conseils, sans appui, elle renouvelle par écrit son engagement au comte de Gavre, qui est plus jeune qu'elle. Sa belle-sœur Françoise d'Amboise, redoutant les calculs intéressés de son mari, ne voulait pas l'abandonner à Arthur de Montauban, assassin de Gilles de Bretagne. Elle proposa alors la protection de Guy XIV de Laval, le père du fiancé de Françoise, veuf et âgé de 37 ans. Françoise d'Amboise amena le duc à consentir à cette alliance. 
Âgé de 45 ans, il épouse Françoise de Dinan, baronne de Châteaubriant, en février 1451 à Vitré, renonçant à toucher les 20 000 écus qui lui avaient été promis pour l'engager à se désister du mariage de son fils avec elle. Celle-ci, de son côté, abandonna toutes prétentions sur le douaire qui lui appartenait comme veuve de Gilles de Bretagne. Le duc de Bretagne rendit alors Châteaubriant dont il s'était emparé.
Ce mariage apporta au comte de Laval, entre autres terres, l'importante baronnie de Châteaubriant, celle de Montafilant, et celle de Beaumanoir. À partir de ce second mariage, les sires de Montfort, du nom de Laval, abandonnèrent le séjour de Montfort pour les résidences de Laval, Vitré et Châteaubriant
Les archives du Vatican nous apprennent que le comte de Laval et Françoise de Dinan sa femme, fondèrent une psalette à la Madeleine de Vitré, le 19 mai 1453.

### Préséance aux États de Bretagne
Guy XIV comte de Laval étant aux États de Bretagne assemblés, en 1451, à Vannes, disputa la préséance au vicomte de Rohan. Il prétendait avoir le droit de tenir le premier rang aux États-Généraux de la province; mais le vicomte de Rohan lui contesta ce droit en sa qualité de prince de Léon. La place d'honneur, le lieu principal de l'assiepte que se disputaient ces deux seigneurs était au prochain et au côté senestre du duc..
Les deux partis, après quelques contestations, convinrent de s'en rapporter au jugement du duc Pierre II de Bretagne. Celui-ci, après l'examen des pièces et titres et après avoir consulté plusieurs des seigneurs et barons réunis pour les États, affîn de sopir et éteindre en perpétuel ladite question, décida :
- que le comte Guy XIV de Laval n'étant encore que présomptif héritier de la baronnie de Vitré, puisque belle cousine Anne de Laval, sa mère, en jouissait encore en propriété et possession ;
- ordonna que, dans les États actuellement rassemblés, la première place à gauche appartiendrait le premier jour, au vicomte de Rohan; mais que, le second jour, celui-ci la céderait au comte de Laval, et que tous deux alterneraient ainsi dans toutes les séances d'États qui pourraient être tenues jusqu'à la mort d'Anne de Laval ; qu'alors le premier rang à gauche et auprès du duc appartiendrait sans alternative au comte et à ses successeurs.

Il en fut effectivement ainsi cette année et aux États de Bretagne de 1455 ; mais, dès 1460, le vicomte de Rohan protesta contre cette décision, et fut reçu à produire ses moyens de nullité le 29 mai 1460, par sentence du duc François II de Bretagne, séant en son général parlement. Le comte de Laval appela de cette sentence au parlement de Paris, qui la confirma en 1471, et condamna le comte à l'amende. La querelle ne se termina point là. En 1475, le vicomte de Rohan obtint du parlement l'autorisation de faire une information juridique, afin de constater la vérité des faits contestés par son adversaire. Des commissaires furent nommés pour entendre et recevoir les dépositions des témoins sur les articles soutenus par les deux partis.
L'affaire était en cet état lors de l'ouverture des États de Bretagne de 1476 à Redon :
- Le vicomte présenta à l'assemblée un mémoire, dans lequel il exposait les moyens sur lesquels reposait selon lui le droit de préséance qu'il prétendait avoir. II tire ces moyens de sa naissance, de sa qualité de comte de Porhoet et de celle de baron de Léon[27] ;
- le comte de Laval produisait en faveur de ses prétentions des allégations semblables[28].

Il ne fut rien statué à Redon sur ce grand différend; aussi reparut-il deux ans après aux États de Bretagne de 1479 à Vannes. Les années intermédiaires avaient été consacrées à l'audition de nombreux témoins, produits par chacune des parties et dont les dépositions confirmèrent en même temps ce que Laval et Rohan avaient avancé. On ne voit point qu'il ait émané de jugement pour une partie ou une autre.

### Jugement du Duc d'Alençon

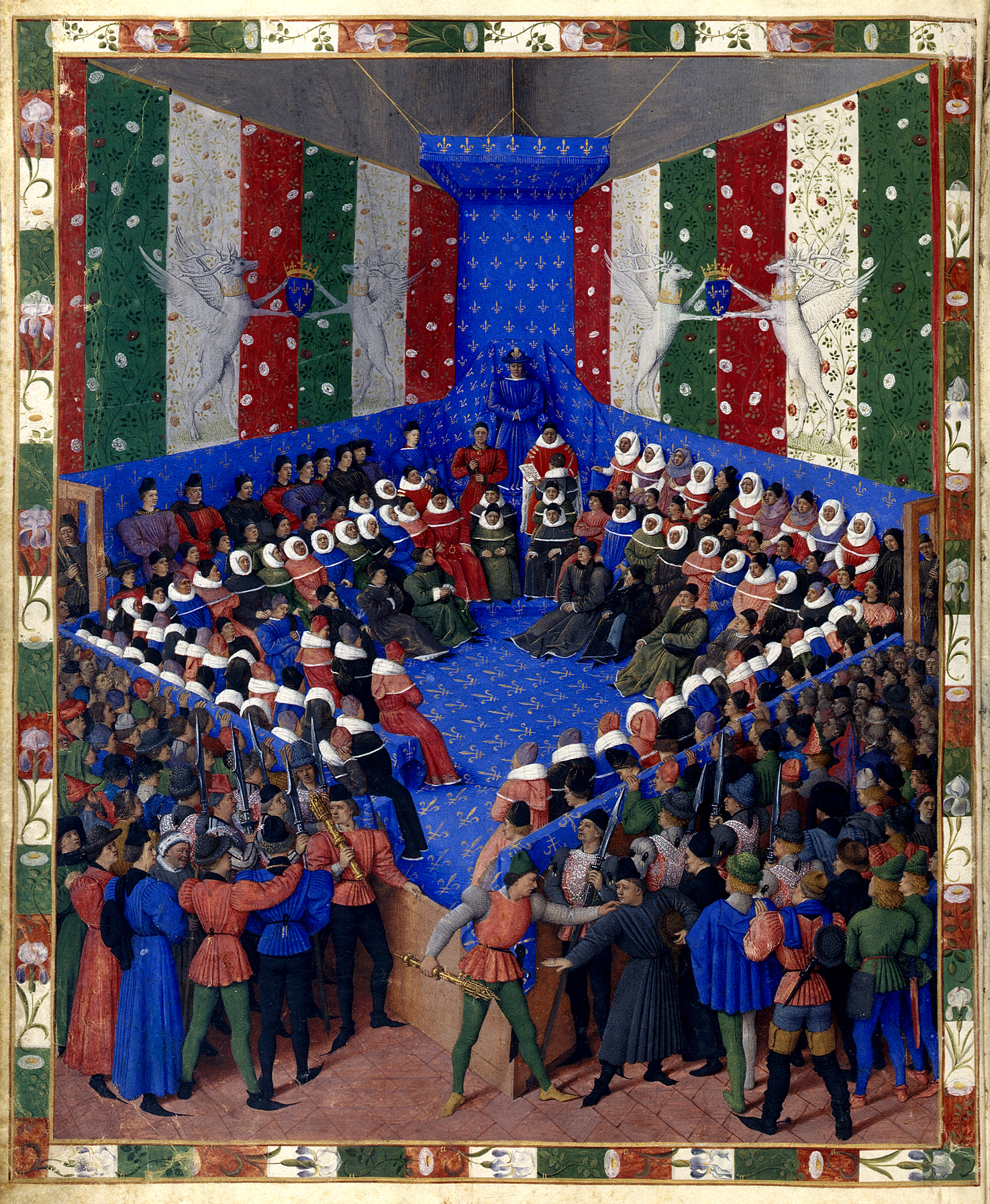
Miniature de Jean Fouquet représentant le lit de justice de Vendôme (Boccace de Munich), « l'un des points d'orgue du procès d'Alençon ».

En 1454, Guy XIV devient le beau-père de René d'Anjou qui épouse sa fille Jeanne de Laval
Guy XIV vit, pendant cette période, éloigné des champs de bataille, comme il l'avait fait pendant la vie de sa première épouse. Il demeure habituellement en Bretagne. À l'avènement du connétable de Richemont comme duc de Bretagne, Guy et son fils aîné, l'accompagnent lorsqu'il fait son entrée solennelle à Rennes.
Guy XIV assiste, en 1458, au parlement assemblé à Vendôme pour juger Jean II d'Alençon, duc d'Alençon. Il y est assis sur le même banc que les princes du sang, et immédiatement après le comte de Vendôme.

### Chambre des comptes
En 1463, Louis XI, que Guy XIV avait accompagné précédemment dans un pèlerinage à Saint-Sauveur-de-Redon et dont il a su conserver les bonnes grâces, malgré l'éloignement que marquait Louix XI pour tous les anciens serviteurs de Charles VII, son père, établit une Chambre des comptes à Laval en 1463. C'est donc vraisemblablement sous Guy XIV que fut établie la chambre des comptes de Laval ; du moins on ne voit pas de comptes rendus à cette chambre par les fermiers et les trésoriers de ce comté avant lui. Elle était composée d'un président, qui est à présent le juge ordinaire, de quatre auditeurs et d'un greffier. Ce privilège est une preuve de la grandeur de la maison de Laval. Tous les receveurs, procureurs ou fermiers du comté y rendaient leurs comptes.

### Blason
Guy XIV de Laval, portait d'or à la croix de gueules chargée de 5 coquilles d'argent et cantonnée de 16 alérions d'azur posés 4, 4, 4 et 4. En 1464, le roi autorise « son cousin » à ajouter à ses armes un premier quartier de France, puis celles d'Evreux et celles de Vitré.

Blason de la famille de Laval.

Pour Bertrand de Broussillon, l'adoption d'un nouveau blason, quelle que soit la grandeur des alliances rappelées par lui, n'est pas sans danger si on fait référence aux clauses du contrat de mariage d'Anne de Laval avec Guy XIII. Cette situation spéciale obligea sans doute le comte de Laval à s'adresser à tous ceux auxquels il rendait hommage pour des fiefs ayant appartenu à Guy XII et à Jeanne de Laval-Tinténiac ; et à solliciter d'eux une renonciation expresse à tous les droits éventuels résultant de la clause pénale.

### Ligue du Bien public
La guerre de la Ligue du Bien public qui se déroule à partir d'avril 1465 entre la France et la Bretagne va être un test pour la stratégie de la famille de Laval.
En Bretagne, le conflit interagissait avec la question du contrôle des évêchés bretons, un sujet majeur et d'importance concernant l'indépendance du duché. Révolte des princes contre la politique de Louis XI qui veut briser leur volonté d’indépendance, la ligue du Bien public est une révolte féodale contre l’autorité royale, obligeant le roi à s'engager à la tête d'une armée de fidèles pour ramener ses vassaux dans le droit chemin. Guy XIV de Laval choisit la neutralité.
Anne de Laval, mère du comte, vivait toujours et continuait d'exercer avec son fils, dans ses terres, l'autorité seigneuriale, partageant même avec lui la dignité comtale. Elle décède le 24 janvier 1466.

### Brecilien / Brocéliande
Au début du XVe siècle, le château de Comper devient le fief des Laval. Afin de mieux asseoir sa préséance sur le vicomte de Rohan aux États de Bretagne, Guy XIV de Laval, seigneur de Brecilien, prétendait, comme son parent, descendre des anciens rois d'Armorique, Conan Meriadec et Ponthus.
Le 30 août 1467, il fait rédiger par un certain O. Lorence, son chapelain, la « Chartre des Usements et coutusmes de la forest de Brécilien » et qui a pour objet les droits seigneuriaux auxquels étaient soumis les habitants de la forêt de Paimpont, mention des joutes de Ponthus, faisant ainsi passer comme un fait historique une fiction de romancier dans le style des légendes arthuriennes « Le roman de Ponthus et la Belle Sidoine » un écrit du XIVe siècle.
Il lie ainsi la forêt de Paimpont à la mythique forêt de Brocéliande en mentionnant la fontaine de Barenton, divise la forêt en parcelles (ou breils) et indique les droits et obligations des usagers de la forêt dans chacune de ces parcelles. Dans Hauts lieux de Brocéliande, Claudine Glot voit dans cette charte la plus ancienne preuve que les terres de Guy de Laval, seigneur de Comper, comprennent les hauts lieux de la légende arthurienne, bien avant la vague romantique du XIXe siècle.

### Duché de Bretagne
Jean Meschinot fut employé par la maison de Laval où il entra, autorisé par le duc, vers 1470. Ce poète est considéré comme l'un des « grands rhétoriqueurs » du XVe siècle, en raison de ses audaces formelles. Les archives du château de Vitré, concernant la châtellenie de Marcillé, font souvent mention de Jean Meschinot parmi la suite du comte de Laval, Guy XIV de Laval se rendant de son château de Vitré à Châteaubriant ou à Nantes. En 1471, Jean Meschinot obtient du comte la charge de capitaine du château de Marcillé pour son fils Jean.
En 1470 et 1471, par exemple E. L. de Kerdaniel mentionne pas moins de huit ou dix de ces grandes dînées et couchées de la maison de Laval à Marcillé.

#### Campagne deLouisXIcontre les Bretons
Guy XIV est lieutenant-général du duché de Bretagne en 1472.
La guerre ne tarda pas à se renouveler entre Louis XI et François II de Bretagne, duc de Bretagne : En profitant d'une trêve jusqu'au 10 juin, Charles le Téméraire proposait secrètement à François II de Bretagne d'attaquer le royaume de France. En effet, sous prétexte d'un empoisonnement, le duc de Bretagne avait fait prisonnier le confesseur et l'écuyer de cuisine du duc de Guyenne.
Avec son armée puissante, Louis XI en conflit avec Jean II de Valois, passa par Laval; mais il ne s'y arrêta pas et il ne lui fut pas fait de réception solennelle. Le comte Guy XIV de Laval était alors à Châteaubriant.
Le roi, en quittant Laval, se réfugia par l'abbaye de la Roë au mois de septembre 1472 pendant que son armée était devant la Guerche. Il occupa Ancenis le 7 juillet, puis le 21 juillet Pouancé à la frontière. Ensuite, le roi retourna aux Ponts-de-Cé pour contrôler le passage de la Loire. Enfin, le 15 octobre, une trêve pour un an fut conclue.

### Comte de Laval
Charles d'Anjou, comte du Maine, pour conserver l'hommage et la supériorité sur la seigneurie de Laval, s'opposa à l'érection du comté de Laval, disant, que le roi n'avait pu faire de son vassal un comte en pareille dignité que lui. Un arrêt du parlement séant à Poitiers, porte que la dame de Laval et son fils aîné Guy XIV, jouiraient des titres et honneurs qui lui avaient été accordés, sauf des droits du comte du Maine. 
Louis XI, par lettres expresses du 19 novembre 1467, confirma au comte et à ses successeurs les prérogatives accordées par le roi, son père. Afin de l'égaler aux princes du sang, il lui accordait le privilège de précéder le chancelier et les prélats du royaume, comme il l'avait accordé aux comtes d'Armagnac, de Foix et de Vendôme.
```
Guy 
XIV
 de Laval

x Isabelle de Bretagne
│
├──> 
Guy 
XV
 de Laval
 
│
├──> 
Pierre de Laval

│
├──> 
Jeanne de Laval
 
│    x 
René 
I
er
 d'Anjou

│ 
x 
Françoise de Dinan
```

Par lettres de janvier 1481, le roi lui accordait le privilège de distraire le comté de Laval du comté du Maine pour être dans la mouvance immédiate de la couronne, avec pouvoir de nommer à tous les offices royaux qui se trouvaient dans son district. Le roi Charles VIII, fils et successeur de Louis XI, ne se contenta pas de confirmer, par lettres données à Blois, au mois de novembre 1483, toutes les grâces que la maison de Laval avait obtenues de son père, il y en ajouta de nouvelles.

### Mort
Guy XIV survécut près de vingt et un ans à sa mère. Atteint depuis longtemps de paralysie, il meurt le 2 septembre 1486 dans son château de Châteaubriant où il passe les dernières années de sa vie. Il est transporté à la Collégiale Saint-Tugal de Laval, pour y être inhumé. Il y est enterré par le cardinal Philippe de Luxembourg, évêque du Mans, assisté d'un grand nombre de prélats, d'abbés, de chevaliers et d'écuyers.
Françoise de Dinan, sa veuve, se remaria secrètement à Jean de Proesi et finit ses jours le 3 janvier 1500, à l'âge de 63 ans.